# Skorpion-3
Honker Skorpion-3 – zmodyfikowana wersja samochodu Honker opracowana w wyniku doświadczeń żołnierzy pierwszych zmian PKW Irak. Opracowana przez 4 Okręgowe Warsztaty Techniczne w Żurawicy w roku 2003.

## Geneza
Pierwszymi modyfikacjami Honkera były: Ryś oraz LOSOT (Lekko Opancerzony Samochód Osobowo-Terenowy), jednakże nie przyjęły się w szerszym użyciu.
W roku 2003 wraz z misją w Iraku okazało się, że istnieje duża potrzeba wprowadzenia lekkiego opancerzonego pojazdu dostosowanego do prowadzenia działań patrolowych. Jedynymi pojazdami opancerzonymi, którymi dysponował kontyngent były zmodernizowane BRDM-2. Do transportu żołnierzy oraz wykonywania większości zadań służyły nieopancerzone samochody: Honker oraz Star 944. Aby zapewnić choć prowizoryczną osłonę, przed odłamkami żołnierze improwizowali i opancerzali je na własną rękę: workami z piaskiem, blachami, elementami z wraków, itp. Często takie prowizoryczne opancerzenie nie było skuteczne, za to nadmiernie obciążało konstrukcję pojazdu. 
Wobec takich działań postanowiono dopancerzyć Honkera w kraju. W roku  2003 1 Okręgowe Warsztaty Techniczne w Grudziądzu opracowały pakiet modernizacyjny dla samochodu Honker. Pakiet zawierał podstawę z kompensatorem odrzutu na km PK/PKM oraz dodatkowe stalowe osłony. Przeznaczone były do montażu w drzwiach, na burtach, oraz na obrotnicy karabinu maszynowego.

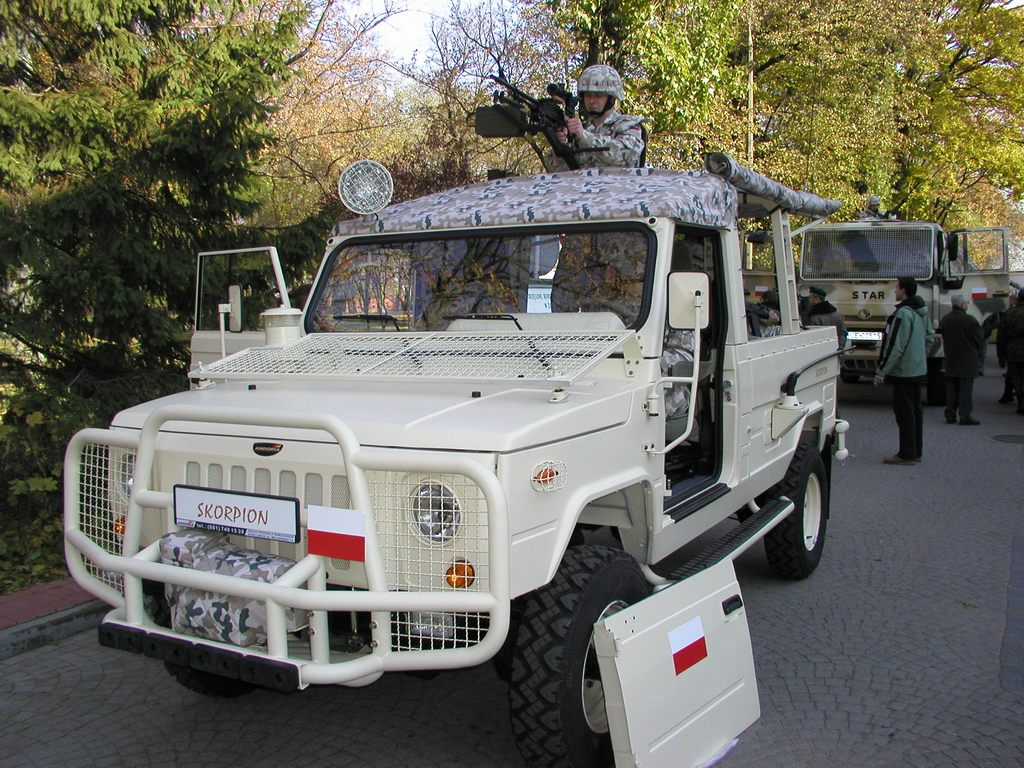
Honker Skorpion

### Skorpion

Skorpiony-3 w Iraku

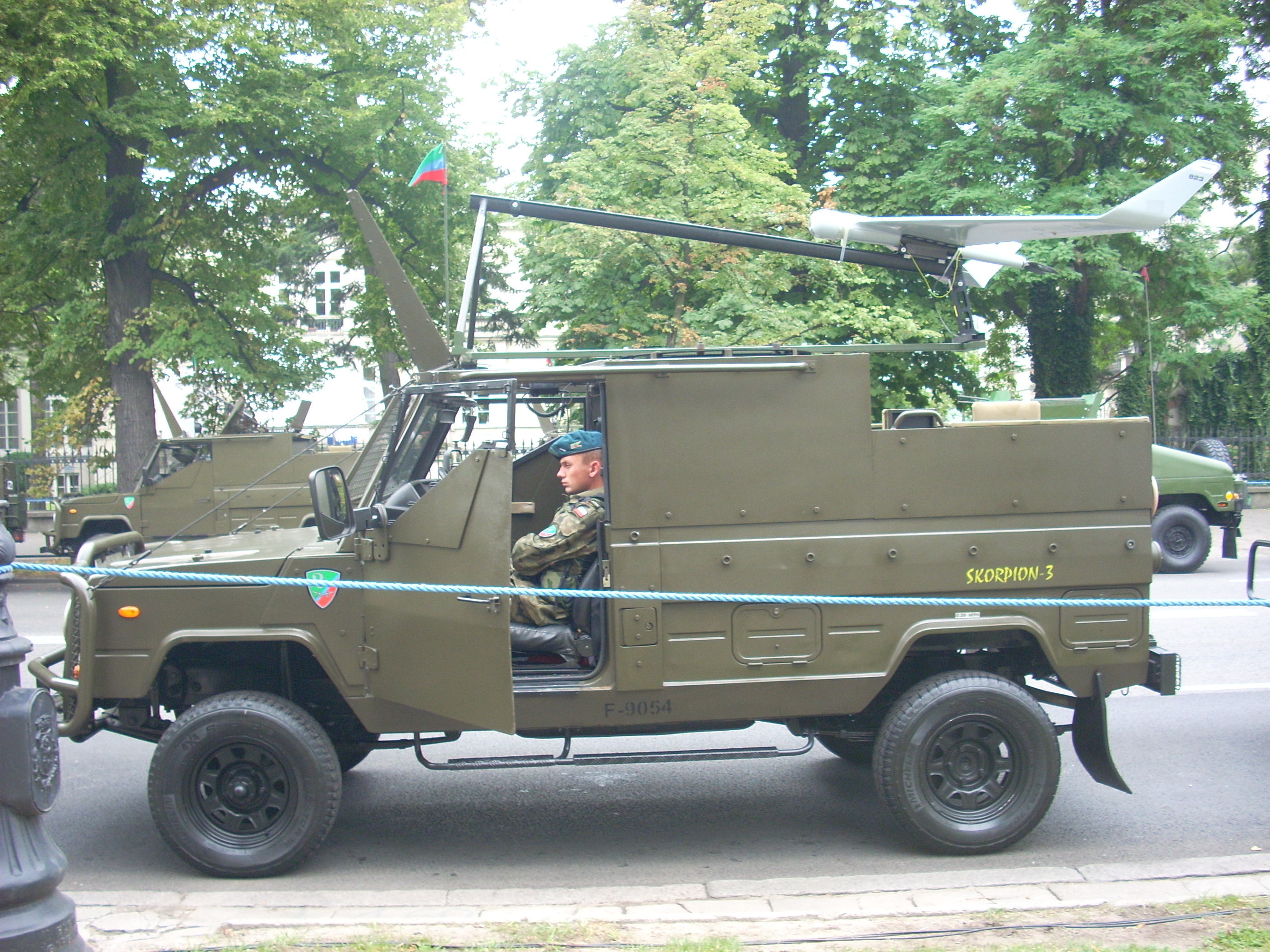
Samochód Skorpion-3 z zamocowanym na nim UAV (zamiast obrotnicy z KM)

Pakiety modernizacyjne były tylko rozwiązaniem prowizorycznym. Należało wprowadzić pełnowartościowy pojazd opancerzony, do tego stopnia by chronił załogę i pasażerów przed ostrzałem z broni ręcznej oraz wybuchami ładunków IED. W październiku 2003 podczas pokazu dla prasy w Dowództwie Wojsk Lądowych zaprezentowano prototypy trzech pojazdów przeznaczonych dla misji w Iraku: BRDM-2M96ik „Szakal”, Star 944 „Hiena” oraz samochód Honker Skorpion. 
Prototyp „Skorpion” był lekkim pojazdem przeznaczonym do patrolowania. Pojazd mieścił załogę 5 żołnierzy: kierowcę, dowódcę, strzelca KM oraz dwóch żołnierzy patrolowych. Ławeczki dla żołnierzy patrolu umieszczono, tak aby siedzieli plecami do siebie. Zmiany w stosunku do Honkera obejmowały: nowy stelaż dachu z obrotnicą, nowe ławki, nowe lżejsze drzwi (o możliwości szybkiego demontażu) oraz masywniejszy przedni zderzak (przeznaczony do taranowania bram). Pojazd zabezpieczono przed wybuchami min, wykładając podłogę wykładziną przeciwodłamkową LIM-3. Ponadto dodatkowe osłony otrzymały niektóre elementy podwozia: np. amortyzatory. Szybę przednią wzmocniono nakładaną siatką. 
Prototypowe pojazdy trafiły do Iraku na testy. Pozytywnie oceniono „Szakala” i „Hienę”, „Skorpion” natomiast otrzymał krytyczną opinię. Zarzucano m.in. brak opancerzenia (choć wzmocniono odporność podwozia na miny), za małą średnicę obrotnicy (nie mieścił się w niej człowiek w kamizelce kuloodpornej i taktycznej z oporządzeniem).

### LOSOT-2
Pojazd zmodernizowany na podstawie uwag żołnierzy zaprezentowano na targach MSPO 2004 obok innych modyfikacji Honkera. Modernizację Skorpiona zaprezentowano pod nazwą LOSOT-2, było to połączenie rozwiązań z prototypów LOSOT i Skorpion.
LOSOT-2 z 4 OTW z Żurawicy to w praktyce pojazd Skorpion z dodanym opancerzeniem i kilkoma usprawnieniami. W porównaniu do pierwszego Skorpiona wprowadzono następujące zmiany: zrezygnowano z ławek w układzie „plecami do siebie” dla żołnierzy patrolu (zamiast tego krzesełka składane mocowane do burt), zastosowano cieńszą wykładzinę LIM-3 (10 zamiast 15 mm), usunięto dodatkowe osłony podwozia oraz wprowadzono nowe opancerzenie.
Opancerzenie składało się z nowych drzwi bocznych (ze stali pancernej o grubości ok. 6 mm) z siatkami w miejsce szyb, siatkowych osłon mocowanych do nadwozia przed i za drzwiami, skośnych płyt pancernych na burtach oraz kompozytowych osłon górnej części burt.
Ponadto poprawiono obrotnicę: wyposażono ją w niedużą tarczę pancerną oraz zwiększono jej średnicę, na dachu umocowano nóż do przecinania lin. Koło zapasowe umiejscowiono wewnątrz pojazdu.

## Skorpion-3
Ostateczną wersję pojazdu skierowanej do produkcji seryjnej oznaczono jako Skorpion-3. W stosunku LOSOT-2 wprowadzono następujące zmiany: zmniejszono wysokość stelażu, górne osłony burt wykonano ze stali zamiast kompozytu, zlikwidowano wyciągarkę, zmodyfikowano składane siedzenia (tak, aby można było na nich siedzieć okrakiem), zastosowano zmodyfikowaną obrotnicę KD-150 od Stara oraz zastosowano nową radiostację RRC-9500 zasilaną z akumulatora.

## Użytkownicy
Pojazdy Skorpion-3 w liczbie 80 samochodów były wykorzystywane przez PKW Irak. Poza tym we wrześniu 2006 roku przekazano kilkanaście, niezbrojonych samochodów tego typu stronie irackiej. Były to pojazdy mocno wyeksploatowane, wobec czego przed przekazaniem zostały wyremontowane przez pluton remontowy MND CS. Samochody trafiły do jednostek irackiej żandarmerii.